# Lindy Leveau-Agricole
Pour les articles homonymes, voir Leveau et Agricole.
Lindy Leveau-Agricole (née le 14 novembre 1978 à Victoria) est une athlète seychelloise spécialiste du lancer du javelot. Elle a fini 14e du groupe B aux Jeux olympiques de Pékin. Elle remporte la médaille de bronze aux Jeux africains de Maputo en 2011. Elle avait remporté la médaille d'or lors des Jeux de la francophonie en 2009.